# Ichneumon norvegicus
Ichneumon norvegicus är en stekelart som beskrevs av Friedrich Wilhelm Hilpert 1992. Ichneumon norvegicus ingår i släktet Ichneumon och familjen brokparasitsteklar. Inga underarter finns listade i Catalogue of Life.